# Wattenberg (Berching)

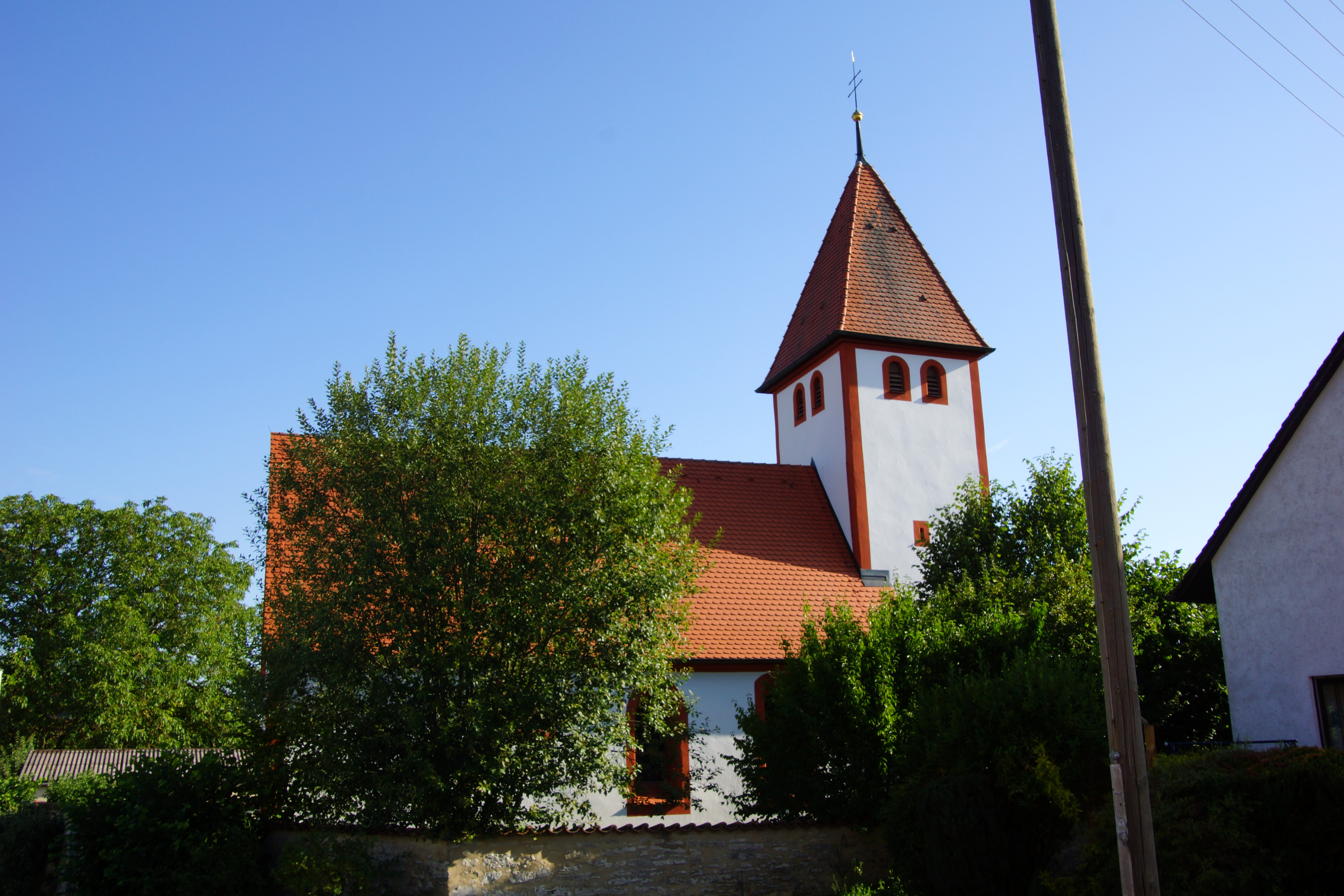
St. Margareta in Wattenberg

Wattenberg ist ein Gemeindeteil der Stadt Berching im Landkreis Neumarkt in der Oberpfalz.

## Geografie
Der Weiler liegt in der Fränkischen Alb auf einer markanten Hochebene zwischen den Tälern der Sulz westlich und der östlich verlaufenden Unterbürger Laber. Die nächstgelegene größere Stadt ist Neumarkt, zwölf Kilometer nördlich.

## Geschichte
Die fruchtbaren Täler der Umgegend waren bereits in der Urnenfelderzeit besiedelt, wie einige Lesefunde belegen.:27 Die Ortsgeschichte von Wattenberg reicht bis ins Mittelalter zurück. Im 17. Jahrhundert konnte man sich einen Kirchenneubau leisten, der einen wohl im Dreißigjährigen Krieg beschädigten Vorgängerbau überformt, was auf einigen Wohlstand hindeutet.:19
Das bayerische Urkataster zeigt Wattenberg in den 1810er Jahren mit sechs Herdstellen, der Kirche und stattlichen Wirtschaftsflächen inmitten ausgedehnter Waldgebiete.
Am 1. Januar 1972 wurde die Gemeinde Wattenberg mit Hennenberg und Roßthal eingemeindet.

## St. Margareta
St. Margareta ist eine Filialkirche der Pfarrei Waltersberg im Dekanat Neumarkt in der Oberpfalz. Es handelt sich um eine gotische Saalkirche mit Chorturm. Im 17. Jahrhundert wurde die Kirche umgebaut. Darunter befinden sich die Spuren von Vorgängerbauten beziehungsweise älterer Bauphasen.:19